# Linux Magazine
Linux Magazine — европейский профессиональный журнал, ориентированный на читателей, которые профессионально работают с операционной системой Linux. Linux Magazine издается компанией Linux New Media AG на английском польском, румынском, бразильском португальском, голландском, немецком и испанском языках. В каждый номер журнала включен DVD, как правило, с последней версией какого-нибудь дистрибутива. Также существует официальный сайт журнала, на котором есть полный архив старых номеров. Номера с давностью издания более 6 месяцев можно бесплатно скачать в PDF формате.
Журнал издается с октября 2004 года, в первый четверг каждого месяца.